# Alexander Biller
Alexander Biller (* 31. Juli 1967 in Hamburg) ist ein deutscher Basketballtrainer.

## Leben
Biller war Trainer bei der TSG Bergedorf. Als Co-Trainer der Bergedorfer B-Jugendmannschaft trug er zum Gewinn der Norddeutschen Meisterschaft teil.
Er war Ende der 1990er und Anfang der 2000er Jahre als Jugendtrainer bei BCJ Hamburg tätig. Die A-Jugendmannschaft der Hamburger führte er im Spieljahr 2000/01 bei der Deutschen Meisterschaft auf den dritten Rang, zudem war er in der Saison 2001/02 Assistent von Cheftrainer Pat Elzie bei der Hamburger Herrenmannschaft, die unter der Leitung von Elzie und Biller den Meistertitel in der 2. Basketball-Bundesliga Nord gewann, aus wirtschaftlichen Gründen anschließend aber in die Regionalliga zurückgestuft wurde. Gleichzeitig zu seinen Vereinstätigkeiten war Biller von 1996 bis 2001 auch für den Hamburger Basketball-Verband als Trainer tätig. Von 2002 bis 2005 betreute er die Mannschaft des MTV Itzehoe (damals 2. Regionalliga) und hatte ab 2004 darüber hinaus eine Trainerstelle beim Basketballverband Schleswig-Holstein (BVSH) inne. Beim BVSH betreute er die Jungen des Jahrgangs 1990. In der Saison 2005/06 war Biller Trainer der Baskets Hamburg, mit denen in der Regionalliga der Versuch unternommen wurde, die Grundlage für einen Hamburger Bundesligisten zu legen. Die Bundesliga-Pläne der Mannschaft erfüllten sich nicht. Von 2005 bis 2007 arbeitete Biller zudem erneut als Landestrainer beim Hamburger Basketball Verband und war 2006 gleichzeitig als Assistenztrainer der deutschen U16-Nationalmannschaft tätig.
In der Sommerpause 2007 trat er das Amt des Cheftrainers des TV Lich (2. Bundesliga ProA) an, von den Mittelhessen wurde er mit einem Zweijahresvertrag ausgestattet. Nachdem er die junge Licher Mannschaft 2007/08 zum Klassenerhalt in der zweithöchsten deutschen Spielklasse geführt hatte, stand am Ende der Saison 2008/09, in der seine Mannschaft zeitweise personell geschwächt war, der Abstieg in die 2. Bundesliga ProB. Damit endete Billers Licher Amtszeit, er trat anschließend zum 1. Juli 2009 das Cheftraineramt beim Bundesliga-Absteiger Giants Nördlingen an. Im Januar 2010 wurde Biller in Nördlingen nach acht Niederlagen in Folge entlassen.
Mit Beginn des Spieljahres 2010/11 trainierte er die Herzöge Wolfenbüttel in der 2. Bundesliga ProB, im Laufe der Saison kam es zur Trennung zwischen Biller und den Niedersachsen. Er kehrte nach Hamburg zurück und trat in der Verwaltung der TSG Bergedorf eine Stelle als kaufmännischer Leiter an.